# 克利莫維齊亞
48°25′54″N 22°56′9″E / 48.43167°N 22.93583°E
克利莫維齊亞（烏克蘭語：Климовиця）是烏克蘭西部的村莊，隸屬外喀爾巴阡州的胡斯特區。該村面積1.05平方公里，海拔高度361米，2001年人口397，人口密度每平方公里380人。